# 広島市立幟町小学校
広島市立幟町小学校（ひろしましりつ のぼりちょうしょうがっこう）は、広島県広島市中区幟町にある市立小学校。
広島平和記念公園内にある原爆の子の像のモデルになった佐々木禎子およびB&Bの島田洋七が在籍していたことでも有名。

## 概要
1873年（明治6年）開校。1872年（明治5年）の学制公布後、広島市内で最初に開校した小学校である。
北東部に広島市の玄関であるJR広島駅、駅前商店街がある。また、南部は福屋・三越等の百貨店や映画館・飲食店等が集中し、市最大の繁華街となっている。一方、北部には、縮景園・広島県立美術館・広島女学院・幟町中学校、さらにはエリザベト音楽大学が隣接するなど文教地区に位置している。そのため、市の中心部にあって周辺を高層のビルに取り囲まれている学校ではあるが、閑静な環境をもっている。
1965年（昭和40年）4月1日の広島市内の町名変更に伴い、町名の読みが「のぼりまち」から現在の「のぼりちょう」に改称されたため、これ以前の卒業生などにはのぼりまちと旧称で呼ばれることもある。
1945年（昭和20年）8月6日、広島市への原子爆弾投下により被爆、校舎は全焼した。なお、校内にあってその時被爆したクロガネモチの木は、2002年（平成14年）に枯死するまで生存していた。過去に在学していた佐々木禎子にちなみ、毎年禎子の命日前後に全児童が集い、命と平和について考え合うコスモス集会が行われている。
以前、毎朝の始業前、朝のかけ足と呼ばれるランニングを全児童が裸足で行っていた。当時は、児童のケガ防止のため、定期的にグランドの石拾いを全児童で行った。運動会も裸足で行っていた。

## 沿革
詳しくは、幟町小学校の沿革を参照。

## 学区
学区は、広島市中区・東区・南区の三行政学区に属し、34町内会に分かれている。

## 進路
卒業生は主に近隣の広島市立幟町中学校に進学する。広島女学院中学校・高等学校も近い。

## 著名な関係者
出身者
- 福井謙二 - フリーアナウンサー、元フジテレビアナウンサー
- 山中秀樹 - フリーアナウンサー、元フジテレビアナウンサー
- 佐々木禎子　原爆の子の像のモデルとして知られる。12歳没
- 島田洋七 - 漫才師・B&B（途中転校）
- 應武篤良 - 元早稲田大学野球部監督（途中転校）

## 交通
- JR西日本
  - 広島駅 徒歩10分
- 広島電鉄
  - 広島電鉄本線・宇品線・江波線・宮島線 銀山町停留場下車、徒歩約3分
  - 広島電鉄本線・宇品線・江波線・宮島線 胡町停留場下車、徒歩約3分
  - 広島電鉄白島線 女学院前停留場下車、徒歩約3分
- バス
  - 女学院前バス停下車、徒歩約2分